# Isabelle (Wisconsin)
Isabelle es un pueblo ubicado en el condado de Pierce en el estado estadounidense de Wisconsin. En el Censo de 2010 tenía una población de 281 habitantes y una densidad poblacional de 6,96 personas por km².

## Geografía
Isabelle se encuentra ubicado en las coordenadas 44°34′55″N 92°24′29″O / 44.58194, -92.40806. Según la Oficina del Censo de los Estados Unidos, Isabelle tiene una superficie total de 40.36 km², de la cual 25.22 km² corresponden a tierra firme y (37.53%) 15.15 km² es agua.

## Demografía
Según el censo de 2010, había 281 personas residiendo en Isabelle. La densidad de población era de 6,96 hab./km². De los 281 habitantes, Isabelle estaba compuesto por el 98.58% blancos, el 0% eran afroamericanos, el 0.71% eran amerindios, el 0% eran asiáticos, el 0% eran isleños del Pacífico, el 0.36% eran de otras razas y el 0.36% pertenecían a dos o más razas. Del total de la población el 2.49% eran hispanos o latinos de cualquier raza.